# 熊本ヴォルターズの2024-25シーズンの戦歴
熊本ヴォルターズの2024-25シーズンの戦歴（くまもとヴォルターズの2024-25シーズンのせんせき）について、
当該シーズンにおける熊本ヴォルターズの試合は以下の通りに実施された。
- 2024.9.7　プレシーズン：1試合
- 2024.10.5～2025.4.20　レギュラーシーズン：60試合
- 2025.5.3・4　ポストシーズン：2試合

天皇杯（第100回）には2次ラウンドから参加している。
- 2024.9.21　第100回天皇杯：1試合

## 結果（プレシーズン）
プレシーズンマッチは昨季に引き続き、国際交流試合として行われた。
| 開催日   | 対戦相手     | 結果   | 会場               | 来場者数 | 備考                  |
| -------- | ------------ | ------ | ------------------ | -------- | --------------------- |
| 2024.9.7 | 台啤永豊雲豹 | ☆80-56 | 熊本県立総合体育館 |          | 昨シーズンに続き2度目 |

（☆はH勝利、★はH敗北、○はA勝利、●はA敗北を表す。以下同様）

## 結果（レギュラーシーズン前半）

### レギュラーシーズン（前半、第1～16節）
開幕から6連敗を喫し、第4節の愛媛オレンジバイキングス戦に勝利して最下位からは脱出したがその後も連敗は続き、2020-21シーズン以来2度目となる9連敗を喫した上、一時は3勝19敗（クラブ歴代ワースト1位タイ）にまで低迷した。マクリーン（10/28）・ラム（11/12）・クラーク（12/13、2025年2月10日契約解除）はインジュアリーリストに登録されたほか、長島は45試合、本村は25試合（第15節にて2度目の負傷により途中欠場すると以後は復帰しないままシーズンを終えた）にとどまるなど、選手の負傷も頻発する。成績不振から12月にヒロナカHCが辞任し、遠山HCへ交代してからは勝利が増えた。
| 節 | 開催日           | 対戦相手 | H/A | 結果    | 勝敗 | 勝率/得失点差 | 順位（地区/全体） | 会場                   | 来場者数 |
| -- | ---------------- | -------- | --- | ------- | ---- | ------------- | ----------------- | ---------------------- | -------- |
| 1  | 2024.10.5（土）  | A千葉    | H   | ★78-96  | 0-1  | .000/-18      | 西7/全14          | 熊本県立総合体育館     | 4,016    |
|    | 2024.10.6（日）  | A千葉    | H   | ★85-107 | 0-2  | .000/-40      | 西7/全14          | 熊本県立総合体育館     | 4,133    |
| 2  | 2024.10.12（土） | 福岡     | A   | ●65-90  | 0-3  | .000/-65      | 西7/全14          | 照葉積水ハウスアリーナ |          |
|    | 2024.10.13（日） | 福岡     | A   | ●60-88  | 0-4  | .000/-93      | 西7/全14          | 照葉積水ハウスアリーナ |          |
| 3  | 2024.10.19（土） | 神戸     | H   | ★81-88  | 0-5  | .000/-100     | 西7/全14          | 熊本県立総合体育館     | 3,089    |
|    | 2024.10.20（日） | 神戸     | H   | ★64-78  | 0-6  | .000/-114     | 西7/全14          | 熊本県立総合体育館     | 3,303    |
| 4  | 2024.10.23（水） | 愛媛     | H   | ☆95-83  | 1-6  | .143/-102     | 西6/全13          | 熊本県立総合体育館     | 1,829    |
| 5  | 2024.10.26（土） | 静岡     | A   | ●75-89  | 1-7  | .125/-116     | 西6/全13          |                        |          |
|    | 2024.10.27（日） | 静岡     | A   | ●75-82  | 1-8  | .111/-123     | 西6/全13          |                        |          |
| 6  | 2024.11.2（土）  | 奈良     | H   | ★86-94  | 1-9  | .100/-131     | 西6/全13          | 熊本県立総合体育館     | 2,916    |
|    | 2024.11.3（日）  | 奈良     | H   | ★71-85  | 1-10 | .091/-145     | 西6/全13          | 熊本県立総合体育館     | 3,014    |
| 7  | 2024.11.9（土）  | 神戸     | A   | ●73-92  | 1-11 | .083/-164     | 西6/全13          |                        |          |
|    | 2024.11.10（日） | 神戸     | A   | ●78-94  | 1-12 | .077/-180     | 西6/全13          |                        |          |
| 8  | 2024.11.16（土） | 山形     | A   | ●80-85  | 1-13 | .071/-185     | 西6/全13          |                        |          |
|    | 2024.11.17（日） | 山形     | A   | ●84-100 | 1-14 | .067/-201     | 西6/全13          |                        |          |
| 9  | 2024.11.25（月） | 静岡     | H   | ★51-60  | 1-15 | .063/-210     | 西6/全13          | 熊本県立総合体育館     | 3,612    |
|    | 2024.11.26（火） | 静岡     | H   | ☆74-71  | 2-15 | .118/-207     | 西6/全13          | 熊本県立総合体育館     | 3,116    |
| 10 | 2024.11.30（土） | 奈良     | A   | ●74-88  | 2-16 | .111/-221     | 西6/全13          |                        |          |
|    | 2024.12.1（日）  | 奈良     | A   | ○73-69  | 3-16 | .158/-217     | 西6/全13          |                        |          |
| 11 | 2024.12.7（土）  | 富山     | A   | ●67-85  | 3-17 | .150/-235     | 西6/全13          |                        |          |
|    | 2024.12.8（日）  | 富山     | A   | ●77-104 | 3-18 | .143/-262     | 西6/全13          |                        |          |
| 12 | 2024.12.14（土） | 青森     | H   | ★73-77  | 3-19 | .136/-266     | 西6/全13          | 熊本県立総合体育館     | 3,352    |
|    | 2024.12.15（日） | 青森     | H   | ☆88-87  | 4-19 | .174/-265     | 西6/全13          | 熊本県立総合体育館     | 3,758    |
| 13 | 2024.12.18（水） | 愛媛     | H   | ☆108-82 | 5-19 | .208/-239     | 西6/全12          | 益城町総合体育館       | 1,577    |
| 14 | 2024.12.21（土） | 鹿児島   | A   | ●71-91  | 5-20 | .200/-259     | 西6/全13          |                        |          |
|    | 2024.12.22（日） | 鹿児島   | A   | ○81-76  | 6-20 | .231/-254     | 西6/全13          |                        |          |
| 15 | 2024.12.28（土） | 山形     | H   | ★90-92  | 6-21 | .222/-256     | 西6/全13          | 菊陽町総合体育館       | 1,685    |
|    | 2024-12.29（日） | 山形     | H   | ☆81-71  | 7-21 | .250/-246     | 西6/全12          | 菊陽町総合体育館       | 1,885    |
| 16 | 2025.1.4（土）   | 神戸     | A   | ○90-74  | 8-21 | .276/-230     | 西6/全12          |                        |          |
|    | 2025.1.5（日）   | 神戸     | A   | ○87-66  | 9-21 | .300/-209     | 西6/全12          |                        |          |

## 結果（レギュラーシーズン後半）

### レギュラーシーズン（後半、第17～32節）
前半を挟んで最長5連勝を挙げ、HC交代後の勝率は0.622と全体4位に匹敵するなど頽勢を巡らしたもののチーム力が最後まで安定せず、プレーオフ出場権はワイルドカード下位枠を最終節まで争うことになり、自力での枠獲得は逃したものの出場権はかろうじて獲得した（6度目、リーグ最多）。27勝33敗・勝率0.450でシーズン順位は地区4位・全体8位だった。
| 節 | 開催日          | 対戦相手 | H/A | 結果    | 勝敗  | 勝率/得失点差 | 順位（地区/全体） | 会場               | 来場者数 |
| -- | --------------- | -------- | --- | ------- | ----- | ------------- | ----------------- | ------------------ | -------- |
| 17 | 2025.1.11（土） | 福島     | A   | ○81-80  | 10-21 | .323/-208     | 西6/全12          |                    |          |
|    | 2025.1.12（日） | 福島     | A   | ○82-61  | 11-21 | .344/-187     | 西6/全12          |                    |          |
| 18 | 2025.1.25（土） | 信州     | H   | ★79-82  | 11-22 | .333/-190     | 西6/全12          | 熊本県立総合体育館 | 3,449    |
|    | 2025.1.26（日） | 信州     | H   | ★59-72  | 11-23 | .324/-203     | 西6/全12          | 熊本県立総合体育館 | 3,665    |
| 19 | 2025.1.29（水） | 静岡     | H   | ☆76-63  | 12-23 | .343/-190     | 西5/全11          | 熊本県立総合体育館 | 3,275    |
| 20 | 2025.2.1（土）  | 福井     | A   | ●70-78  | 12-24 | .333/-198     | 西6/全12          |                    |          |
|    | 2025.2.2（日）  | 福井     | A   | ●69-94  | 12-25 | .324/-223     | 西6/全12          |                    |          |
| 21 | 2025.2.8（土）  | 愛媛     | A   | ○84-71  | 13-25 | .342/-210     | 西5/全11          |                    |          |
|    | 2025.2.9（日）  | 愛媛     | A   | ○79-63  | 14-25 | .359/-194     | 西4/全10          |                    |          |
| 22 | 2025.2.15（土） | 福岡     | H   | ☆84-80  | 15-25 | .375/-190     | 西4/全10          | 熊本県立総合体育館 | 4,128    |
|    | 2025.2.16（日） | 福岡     | H   | ☆57-55  | 16-25 | .390/-188     | 西4/全10          | 熊本県立総合体育館 | 3,719    |
| 23 | 2025.2.22（土） | 福島     | H   | ★63-67  | 16-26 | .381/-192     | 西4/全10          | 熊本県立総合体育館 | 3,485    |
|    | 2025.2.23（日） | 福島     | H   | ☆92-60  | 17-26 | .395/-160     | 西4/全10          | 熊本県立総合体育館 | 3,718    |
| 24 | 2025.3.1（土）  | 青森     | A   | ○99-95  | 18-26 | .409/-156     | 西4/全8           |                    |          |
|    | 2025.3.2（日）  | 青森     | A   | ○89-59  | 19-26 | .422/-126     | 西4/全8           |                    |          |
| 25 | 2025.3.10（月） | 信州     | A   | ○87-81  | 20-26 | .435/-120     | 西4/全8           |                    |          |
|    | 2025.3.11（火） | 信州     | A   | ●66-79  | 20-27 | .426/-133     | 西5/全9           |                    |          |
| 26 | 2025.3.15（土） | 鹿児島   | H   | ★61-72  | 20-28 | .417/-144     | 西5/全9           | 熊本県立総合体育館 | 4,274    |
|    | 2025.3.16（日） | 鹿児島   | H   | ☆86-80  | 21-28 | .429/-138     | 西5/全9           | 熊本県立総合体育館 | 3,798    |
| 27 | 2025.3.22（土） | 愛媛     | H   | ☆105-50 | 22-28 | .440/-83      | 西5/全9           | 熊本県立総合体育館 | 3,723    |
|    | 2025.3.23（日） | 愛媛     | H   | ☆88-70  | 23-28 | .451/-65      | 西4/全8           | 熊本県立総合体育館 | 3,945    |
| 28 | 2025.3.26（水） | 静岡     | A   | ●78-86  | 23-29 | .442/-73      | 西5/全9           |                    |          |
| 29 | 2025.3.29（土） | 奈良     | H   | ★64-67  | 23-30 | .434/-76      | 西5/全9           | 熊本県立総合体育館 | 3,665    |
|    | 2025.3.30（日） | 奈良     | H   | ☆112-57 | 24-30 | .444/-21      | 西5/全9           | 熊本県立総合体育館 | 3,521    |
| 30 | 2025.4.5（土）  | 鹿児島   | A   | ○85-80  | 25-30 | .455/-16      | 西5/全9           |                    |          |
|    | 2025.4.6（日）  | 鹿児島   | A   | ●89-93  | 25-31 | .446/-20      | 西4/全8           |                    |          |
| 31 | 2025.4.12（土） | 富山     | H   | ☆103-96 | 26-31 | .456/-13      | 西4/全8           | 熊本県立総合体育館 | 3,853    |
|    | 2025.4.13（日） | 富山     | H   | ★89-97  | 26-32 | .448/-21      | 西4/全8           | 熊本県立総合体育館 | 4,141    |
| 32 | 2025.4.19（土） | 福岡     | A   | ○81-77  | 27-32 | .458/-17      | 西4/全8           |                    |          |
|    | 2025.4.20（日） | 福岡     | A   | ●64-84  | 27-33 | .450/-37      | 西4/全8           |                    |          |

## 結果（ポストシーズン）

### プレーオフ
ワイルドカード下位枠で出場し、全体1位のアルティーリ千葉と対戦した。野口・大森・本村がロスター外となる中、低調なフリースロー精度に加え最後まで解消されなかったローテーション不良が足かせとなり、劣勢局面の打開策を欠いたまま72-90、77-93といずれも大敗してクオーターファイナルでの敗退が決定し、自力によるB1昇格はついに叶わなかった。
| 節            | 開催日         | 対戦相手 | H/A | 結果   | 会場               | 来場者数 | 備考 |
| ------------- | -------------- | -------- | --- | ------ | ------------------ | -------- | ---- |
| Quarterfinals | 2025.5.3（土） | A千葉    | A   | ●72-90 | 千葉ポートアリーナ |          |      |
|               | 2025.5.4（日） | A千葉    | A   | ●77-93 | 千葉ポートアリーナ |          | 敗退 |

## 結果（天皇杯）
第100回天皇杯には2次ラウンドから参加し、長崎ヴェルカと対戦した。相手のディフェンスに翻弄されて1Qこそ大きく崩れたが以後は立て直し、特に後半は激しく詰め寄ったものの序盤の失点を埋めるには及ばす、緒戦で敗退した。
| 節            | 開催日          | 対戦相手     | H/A | 結果   | 会場                           | 備考 |
| ------------- | --------------- | ------------ | --- | ------ | ------------------------------ | ---- |
| 2次ラウンドR2 | 2024.9.21（土） | 長崎ヴェルカ | A   | ●89-96 | レゾナック武道スポーツセンター | 敗退 |

## RS各節の詳細

### 第1節（2024.10.5土・6日）
アルティーリ千葉を熊本県立総合体育館に迎えて対戦した。Game1はマクリーンを欠き、Game2はマクリーンに加えてライトフットが負傷退場に見舞われたとはいいながらも、78-96・85-107という大差で連敗を喫し今季唯一の対戦を負け越しで終え、チームの練度不足を露呈する結果となった。リーグ最下位まで落ちるのは2014-15シーズン以来、Bリーグ移行下では初である。

### 第2節（2024.10.12土・13日）
ライジングゼファーフクオカと対戦した。リーグ中最も平均身長の高い福岡に対しラムとライトフットを欠くという厳しい状況の中、Game1は2・3Qに3Pシュートによる大量失点を許し、Game2は終始外国籍選手の高さと速攻で切り崩されたことに加え、両ゲームともに低調なシュート精度が響いて得点を伸ばせず65-90・60-88といずれも大敗し、連敗を4に広げた。

### 第3節（2024.10.19土・20日）
新リーグにてB.プレミアへの参入が決定した神戸ストークスを迎えて開催された。ロスター2名を欠いた神戸に対し、ラムを欠いたGame1では相手の高さと高確率の3Pシュートに苦しみながらも優位に進めたが、3Q途中でマクリーンが負傷欠場してしまうと（10/28インジュアリーリスト入り）ローテーションの偏りが選手の疲労を招き、一気に戦況を覆されて81-89で敗北した。ラムに加えマクリーンまで欠いたGame2では序盤に大量失点を許した。後半に盛り返し、特に4Qは有利に進めたものの前半の点差を取り返すには至らず、64-78で敗れて6連敗を喫した。開幕6連敗はNBL時代の2014-15シーズン以来10季ぶり、B.LEAGUE体制下では初となる。

### 第4節（2024.10.23水）
益城町総合体育館に愛媛オレンジバイキングスを迎えて対戦した。5試合ぶりにラムが復帰するもマクリーンを欠いていたにもかかわらず、相手側も欠場者が多かったこともあって、積極的なディフェンスをきっかけとした好調なオフェンスで終始優勢に試合を進め、一時は20点以上の差をつけた。最終盤に相手の3Pシュート攻勢で詰め寄られたが、どうにかこれを振り切って95-83でシーズン初勝利を挙げ、連敗を6で止めた。

### 第5節（2024.10.26土・27日）
マクリーン・田中を欠いてベルテックス静岡と対戦した。相手は外国籍選手1名を欠いていたが、Game1ではライトフットが序盤にファールトラブルに見舞われたことで流れをつかめず、終始劣勢に立たされたまま75-89で敗れた。前日の負傷で相手に欠場選手1名が出たGame2は、ラムの24得点・ライトフットの7ブロックなどの奮闘もあって3Qまでは優勢であったが、出場選手11名中4名にプレイタイムが集中するローテーションの偏りが選手の疲労を招いて4Qに失速し、クロージングにも失敗して75-82で敗れて連敗を喫した。

### 第6節（2024.11.2土・3日）
バンビシャス奈良を迎えて対戦した。Game1はラムがこの日8本の3Pシュートを含む30得点を挙げる奮闘を見せたものの、前半に大きくリードを許し、後半に追い上げる展開となったが、終盤に疲労からパフォーマンスを落としてあと一歩及ばず86-94で敗れた。Game2ではそのラムを負傷で欠いてしまったが、スターター起用された山田の健闘もあって1Qは優位に立った。しかし2Ｑで早々に逆転されると、以後は劣勢のまま推移した。山本翔太の18得点・山田の17得点などの奮闘もあって後半に一時5点差まで詰め寄るが、両ゲームを通じて山本柊輔を起用しないなどローテーション偏差による疲労は後半の失速を招き、加えて今シーズンを通じて悩まされる攻撃精度の低さから流れを引き寄せることができず、終盤では逆に相手の3Pシュート攻勢で突き放され71-85で敗れ、今季2度目の4連敗を喫した。欠員の多さが低迷の原因である愛媛に対し、熊本の低迷は編成の不備が原因であることを明白に露呈させられる結果となった。

### 第7節（2024.11.9土・10日）
神戸（2度目）と対戦した。ラムを欠いたGame1は、劣勢に終始したまま73-92で敗れた。ラムに加え前日の負傷で長島を欠いたGame2は第2Qこそ優位に立ったものの、田中を起用しないなどローテーションの偏りが出たこともあってシュート成功率が伸びず、流れをつかめないまま78-94と敗れて今季2度目の6連敗を喫した。ここまでの試合を通じて、チームにのしかかる脆弱なインサイド・低調なシュート成功率・疲労から来る後半のパフォーマンス低下という要因は、もはやチーム体制の抜本的見直しが必須かつ急務であることが明白となった。

### 第8節（2024.11.16土・17日）
パスラボ山形ワイヴァンズと対戦した。本村を欠いたGame1は、グレゴリー・エチェニケの加入により攻守ともにインサイドの威力が増して前半は優位に進めたが、後半は要所で受けた相手の3Pシュートで次第に点差を詰められた上、クロージングに失敗して同点とされ、延長戦で突き離されて80-85で敗れた。Game2は、3Pシュートを中心とした相手の攻撃に対処することが出来ず、キヘイ・クラークがゲームハイとなる32得点を挙げるなど奮闘したにもかかわらず84-100と大敗し、8連敗を喫した。要所で得られたオープンショットの機会を外すなど選手のミスも目立ち、インサイドの強度不足と疲労による後半のパフォーマンス低下には打開の目途が立たず、今シーズンの目標として掲げられた「50-40-80」には遠く及ばない結果に終わった。

### 第9節（2024.11.25土・26日）
静岡（2回目）を迎えて対戦した。Game1は、ディフェンスが効果的に作用して第3Qまで優位に進めていたにもかかわらず、第4Qでわずか4得点しか挙げることが出来ず逆転を許して51-60で敗北し、9連敗となった。Game2は前半劣勢となるが、第3Qに山本翔太・山田・ライトフットらの奮闘で逆転すると、第4Qは一進一退の攻防を逃げ切って74-71で勝利し、連敗を９で止めた。前節までは第4Qにパフォーマンスを急減して逆転されるか、クロージングに失敗して点差を広げられることが多かったが、今節は最後までディフェンスの強度が下がらず、オープンショットの成功率も上昇するなど、チームとしてのケミストリー醸成の気配を感じさせる試合であった。

### 第10節（2024.11.30土・12.1日）
奈良（2回目）と対戦した。Game1は序盤優位に進めるも、第2Qに逆転されると以後は波に乗れないまま74-88で敗れた。Game2は逆に序盤に押し込まれて劣勢となるが、以後はディフェンスからの攻勢が効果的に作用し、2Qで逆転すると以後は終始優位に試合を進め、終盤に激しく追いすがられつつも73-69で振り切り、昨シーズン（第26節Game2）以来17試合ぶりにアウェーでの勝利をあげた。クロージングなど未だ課題は多いながらも、前節同様チームケミストリー醸成を確認できた試合となった。

### 第11節（2024.12.7土・8日）
2017-18シーズンのB1・B2入替戦以来７季ぶりに富山グラウジーズと対戦した。Game1は、田中の奮闘もあって3Qに一時3点差まで追いつくが、4Qに失速して突き放され67-85で敗れた。Game2は、「今日は100得点を目指していた」と相手方から試合終了後にコメントされたくらい一方的な展開となり、事実その通り77-104で大敗した。4Qの失速と低調なオフェンス成功率に改善の兆しが一向に表れない点など、前節までに垣間見えていたチームケミストリーはすっかり影をひそめた内容であった。

### 第12節（2024.12.14土・15日）
神里の移籍先である青森ワッツを迎えて対戦した。Game1は、全体を通して優勢には進めながらも序盤に失った大量失点を取り返すには至らず、73-77で敗れてシーズン3度目の3連敗を喫した。しかしGame2は、終盤に襲ってきた相手の猛追をかろうじて振り切り88-87で勝利した。守備の要であるライトフット・エチェニケらが負傷を押して出場するなど、万全でない状況にもかかわらず得失点差が減少しており、チームケミストリーがようやく形となって表れはじめた内容となった。

### 第13節（2024.12.18水）
愛媛（2回目）と対戦した。HC交代に伴う新体制直後ということもあってか、序盤はやや守備が乱れたものの、マクリーンの復帰とローテーションの改善が功を奏して終始優勢に試合を進めた。課題である4Qは守備力が落ちて相手の反撃を許したものの、オフェンスの遂行力は最後まで維持することができて108-82で勝利し、今季初となる連勝を上げた。

### 第14節（2024.12.21土・22日）
7季ぶりにB2へ復帰した鹿児島レブナイズを迎えて対戦した。Game1は3Qまで互角に戦うも、4Qで一気に突き離されて71-91で敗れて連勝を止められた。その反省を踏まえたGame2は4Qに入っても攻守ともに衰えず、81-76で勝利した。

### 第15節（2024.12.28土・29日）
山形（2度目）を菊陽町総合体育館に迎えて対戦した。野口・ラムを欠いたGame1は、特指として合流したばかりの保坂の活躍もあって最後まで接戦となるが、終盤で競り負けて90-92で敗れた。野口・ラムに加えて山本柊輔を欠いたGame2は、前半こそ相手の好調な3Pシュートに押されて10点差を許したが、田中・保坂の活躍で後半に逆転すると、以後は優勢に推移して81-71で勝利、1勝3敗で今期の対戦を終えた。

### 第16節（2025.1.4土・5日）
神戸（3度目）と対戦した。本村・澤邉を欠いたGame1は、41得点を決めたライトフット・復帰初日に18得点を挙げたラムらの活躍もあって前半で優位に立ち、終盤はやや失速したが最後まで優位に進めて90-74で勝利した。同じく本村・澤邉を欠いたGame2は序盤こそ相手に抑え込まれたが、以後は優位に試合を進めて87-66で勝利し、今季初の3連勝を挙げつつも、2勝4敗と負け越して今季の対戦を終えた。

### 第17節（2025.1.11土・12日）
菅澤の移籍先でありエチェニケの前所属先である福島ファイヤーボンズと、長島・本村・山田を欠いた状態で対戦した。Game1は、相手の好調な3Pシュートに苦しめられ前半は先行されるも、後半に逆転すると以後は優位に進めたが、終盤に相手の猛追を受け、これを1点差でかろうじてしのぎ切り81-80で勝利した。Game2は2Qで逆転するとそのまま優位に進め、特に3Qは相手を4得点に抑えるなどディフェンスが効果的に作用し、一時は30点以上の差をつけた。4Qに相手の反撃を許したが、特別指定選手の大森が出場直後に3Pシュートを決めるなどして最後は82-61で大勝し、今季初の5連勝を挙げた。前節と併せクロージングに課題を残す結果となった。

### 第18節（2025.1.25土・26日）
熊本在籍中B2アシスト王に輝いた石川海斗、ウッドベリーが在籍し、2019-20シーズン以来の対戦となる信州ブレイブウォリアーズを迎え、ラム・長島・本村を欠いて臨んだ。Game1は接戦となるも79-82で競り負けて連勝を5で止められ、Game2は前半こそ互角に推移するも、後半はオフェンスを封じられると漸次引き離され、59-72で大敗した。11人で臨んでいた相手に選手1名を起用せず11人で2戦するなど相変わらず生じるローテーション不良、フリースローを含めたシュート決定率の低調さ、オフェンスの起点が少なく止められた際の打開策を欠くなど、チームの抱えている課題の多さを改めて痛感させられる結果であった。

### 第19節（2025.1.29水）
3度目の対戦となる静岡を迎え、ラム・長島・本村を欠いて臨んだ。3Qはオフェンスの起点不足とローテーション不良から停滞するが、4Qに盛り返すと以後は優位に進め、76-63で勝利した。しかしながら相手のオフェンス遂行力低調に助けられた側面が否めず、オフェンス起点の増加とフリースロー成功率の引き上げが喫緊の課題として突きつけられる結果となった。

### 第20節（2025.2.1土・2日）
B3から昇格してきた福井ブローウィンズとの初対決であり、ラム・長島・本村を欠いて臨んだ。Game1は互角に競り合うも、4Q終盤の失点から離されて70-78で敗れた。Game2は相手に攻撃を抑え込まれたまま69-94と大敗し、負け越したまま今季の対戦を終えた。信州戦で浮かび上がった課題に何の改善も見られないどころか攻守ともにミスが頻発するなど、醸成の見られていたはずのチームケミストリーが一転して後退した印象を受けた結果となった。

### 第21節（2025.2.8土・9日）
愛媛（3度目）と対戦した。ラム・長島・本村を欠いたGame1は前半に先行されるが、保坂・山田の奮闘で3Qに逆転すると以後は優勢を保ち81-74で勝利した。その山田をコンディション不良で欠いてしまったGame2もやはり前半に先行されるが、3Qに田中・山本翔太の奮闘で逆転するとそのまま有利に進めて79-63で勝利した。オフェンスの精度に課題は残しながらも、ようやく見られた大森の起用もあって攻撃起点の増加に兆しの見える結果であった。

### 第22節（2025.2.15土・16日）
福岡（2度目）を迎えて対戦した。変わらずラム・長島・本村を欠いたままであったが、Game1は1Qこそ差をつけられたものの以後は優勢に進め、84-80で勝利した。Game2は1Qを優勢に進めたものの、山本翔太が無得点に終わるなど攻勢を抑え込まれて2Q・3Qは劣勢に立たされた。しかし4Qに入ると、磯野・山田の3Pシュートが要所で決まって流れを取り戻し57-55で接戦を制して勝利、4連勝を挙げた。両ゲームを通じて激しいディフェンス合戦となる中、保坂の躍動が著しく、特にGame2では残り時間3.1秒で逆転シュートを自ら決めるなど、両ゲームともMVPを獲得する活躍を見せた。しかしながら途中オフェンスの停滞する時間が長く続くなど、攻撃起点の数に課題を残す結果であった。

### 第23節（2025.2.22土・23日）
福島（2度目）を迎えて対戦した。ラム・長島・本村に加えてマクリーンを欠いたGame1では攻守ともに精彩を欠き、63-67で手痛い敗北を喫して連勝を4で止められた。マクリーンが復帰した代わりに遠山HCを欠いたGame2は、梅田AC・山本柊輔スキルコーチのもとで優位に試合を進めた。4Qは相手の反撃に押されたものの、今季最大得点差となる92-60で勝利した。ロスター全員が出場しながらも、特にクロージングで選手交代がなく我慢比べの様相を呈するなどローテーションに課題を残す結果となった。

### 第24節（2025.3.1土・2日）
青森（2度目）と対戦した。野口・ラム・本村を欠いたGame1は接戦となるが、エチェニケ・ライトフットの攻守にわたる貢献もあって中盤に差をつけた。クロージングに失敗して同点、延長戦となるも、復帰した長島の活躍もあって99-95と競り勝った。Game2は1Qこそ先行されるが、2Qに逆転すると以後は優位に立ち、89-59と大勝して連勝を3に伸ばして3勝1敗で今期の対戦を終えた。Game1で見せたクロージングの弱さなど課題は残るものの、オフェンスの遂行力などでは明らかな向上が認められ、チームケミストリー醸成を確認できた結果であった。

### 第25節（2025.3.10月・11火）
信州（2度目）と対戦した。ラム・本村を欠き大森がロスター外となる中、Game1は接戦となるが、山本・山田らの3Pシュートが要所で決まって87-81で勝利して4連勝とした。しかしGame2は2Qに連続ターンオーバーから大量失点を喫してしまい、後半は磯野・山田らが奮闘するも2Qの失点を取り戻せないまま66-79と大敗を喫してしまい、1勝3敗で今期の対戦を終えた。相手が11名であるにも関わらず両ゲームを通じて山本柊輔を起用しないなど相変わらずのローテーション不良、劣勢に見舞われた際の挽回手段の乏しさなどが白日にさらされはしたが、上位相手でも10点差程度は巻き返せる強さも垣間見える結果となった。

### 第26節（2025.3.15土・16日）
鹿児島（2度目）を迎えて対戦した。ラム・本村を欠き大森がロスター外となる中、Game1は序盤こそ互角に推移するものの、2Qに相手の勢いに呑まれて大量失点を許してしまうと以後は劣勢に終始し、61-72と敗れた。Game2は序盤から積極的に攻めて優位に立つが、前日同様2Qに相手の反撃を受けて逆転を許した。しかし後半は落ち着いて相手の猛攻をいなし、4Qで逆転するとそのまま押し切って86-80で勝利した。劣勢に見舞われた状態からの巻き返し、ルーズボールに対する反応、ハンドリングに丁寧さを欠きターンオーバーを続出するなどまだまだ大きな課題はあるものの、上位チームとの実力差は拮抗していることを証明する結果となった。

### 第27節（2025.3.22土・23日）
愛媛（3度目）を迎えて対戦した。野口・大森・本村がロスター外となる中、Game1は久しぶりに復帰したラムの活躍もあって終始圧倒し、今期の最大得点差記録を更新する105-50で大勝した。しかしGame2は相手の積極的守備に序盤から苦戦し、3Qまではそれでも得点を重ねるも4Qは攻守とも失調して24失点を喫したものの、それまでの大量得点のおかげで88-70と逃げ切り勝利して連勝を3に伸ばした。ローテーション不良による疲労の蓄積と、そのことによるパフォーマンスの低下という課題が明白になる結果となった。

### 第28節（2025.3.26水）
静岡（4度目）と対戦した。野口・大森・本村・山本柊輔がロスター外となる中、前半は優勢に進めたが、3Qに逆転されると4Qに突き放されて78-86で敗れ、2勝4敗で今期の対戦を終えた。後半の失調は明らかに疲労によるもので、ローテーションの見直しによるタイムシェアの再編が急務であることが明白な結果であった。

### 第29節（2025.3.29土・30日）
奈良（3度目）を迎えて対戦した。大森・本村・山本柊輔がロスター外となる中、Game1はオフェンスに精彩を欠いて64-67と競り負け手痛い敗北を喫するが、Game2は一転して終始優位に進め今期の最多得点を更新する112-57で快勝し、2勝4敗で今期の対戦を終えた。Game1では接戦を落とす要因となったフリースローの精度と、劣勢時の挽回力に大きな課題を残す結果となった。

### 第30節（2025.4.5土・6日）
鹿児島（3度目）と対戦した。大森・本村・山本柊輔がロスター外となる中、Game1は接戦となるも85-80で勝利したが、同じく接戦となるも有利に進めていたGame2は終了直前に起きた致命的なベンチワークのミスによって追いつかれてしまい、2度の延長戦の末力尽きて89-93で敗れ、3勝3敗で今期の対戦を終えた。2度にわたる挽回の機会をローテーション不良による疲労で逸するなど、ベンチワークの巧拙が勝敗を分ける結果となった。

### 第31節（2025.4.12土・13日）
シーズン最後のホーム開催として富山（2度目）を迎えて対戦した。大森・野口・本村がロスター外となる中、Game1は点の取り合いを制して103-96で競り勝ったが、Game2は序盤の大量失点を取り返せず89-97で敗れ、1勝3敗で今期の対戦を終えた。両ゲームともオフェンスの強度を保ちえた相手に対し、ローテーション不良からくる選手パフォーマンスの低下、致命的ともいえるフリースロー精度の低さ、ベンチワークの稚拙さによる態勢立て直しの出遅れからオフェンス強度を維持できなかったことが勝敗を分ける結果となった。

### 第32節（2025.4.19土・20日）
地区優勝を決めた福岡（3度目）と照葉積水ハウスアリーナで対戦した。田中・大森・本村がロスター外となる中、Game1は接戦を制して81-77で勝利した。大森・保坂・本村がロスター外となったGame2は、現地入りした650人を超えるブースターの前で出だしから流れを奪われ、1Qはどうにか食らいつくも2Qのファウルから一気に突き放され、3Qは相手の勢いを止められないまま大差をつけられて挽回の叶わないまま64-84と大敗し、3勝3敗で今期の対戦を終えた。Game1の結果を受けた相手のスカウティングへの対応ができず、攻め手を欠いてGame2を失うという恒例の結果となった。